# Gare de Vivonne
Gare de Vivonne vasútállomás Franciaországban, Vivonne településen.

## Vasútvonalak
Az állomást az alábbi vasútvonalak érintik:
- Párizs–Bordeaux-vasútvonal

## Kapcsolódó állomások
A vasútállomáshoz az alábbi állomások vannak a legközelebb:
- Gare d’Iteuil (Paris Gare d’Austerlitz, Párizs–Bordeaux-vasútvonal)
- Gare d’Anché - Voulon (Gare de Bordeaux-Saint-Jean, Párizs–Bordeaux-vasútvonal)